# Bulletin of the Korean Mathematical Society
Bulletin of the Korean Mathematical Society ist eine seit 1980 in englischer Sprache erscheinende mathematische Fachzeitschrift, die von der Korean Mathematical Society herausgegeben wird.